# William Moore (atleta)
William Craig Moore (5 aprile 1890 – 12 maggio 1956) è stato un mezzofondista britannico.

## Palmarès
- Giochi olimpici

Stoccolma 1912: bronzo nei 3000 metri a squadre.